# Kyrksten
Kyrksten är en tätort i Storfors kommun. Orten är belägen 13 kilometer nordväst om Karlskoga i närheten av länsväg 237 och sjön Alkvetterns norra ände. 

## Historia
Större delen av tätorten byggdes mellan 1978 och 1981. Namnet Kyrksten kommer från ett flyttblock som ligger i utkanten av orten. Detta block som kallas Kyrkstenen ska ha använts förr både som viloplats när man färdades mellan Alkvettern och Bjurtjärns kyrka samt för predikan från toppen av stenen innan Bjurtjärns kyrka byggdes.

### Befolkningsutveckling
| Befolkningsutvecklingen i Kyrksten 1990–2020 | Befolkningsutvecklingen i Kyrksten 1990–2020 | Befolkningsutvecklingen i Kyrksten 1990–2020 | Befolkningsutvecklingen i Kyrksten 1990–2020 | Befolkningsutvecklingen i Kyrksten 1990–2020 |
| -------------------------------------------- | -------------------------------------------- | -------------------------------------------- | -------------------------------------------- | -------------------------------------------- |
|                                              |                                              |                                              |                                              |                                              |
| År                                           |                                              |                                              | Folkmängd                                    | Areal (ha)                                   |
| 1990                                         | 1990                                         |                                              | 346                                          | 31                                           |
| 1995                                         | 1995                                         |                                              | 325                                          | 31                                           |
| 2000                                         | 2000                                         |                                              | 295                                          | 31                                           |
| 2005                                         | 2005                                         |                                              | 280                                          | 31                                           |
| 2010                                         | 2010                                         |                                              | 258                                          | 30                                           |
| 2015                                         | 2015                                         |                                              | 237                                          | 32                                           |
| 2020                                         | 2020                                         |                                              | 263                                          | 32                                           |
| Anm.: Ny tätort 1990                         |                                              |                                              |                                              |                                              |

## Idrott
I Kyrksten finns en idrottsplats med tennisbana, gräsfotbollsplan, grusfotbollsplan samt ishockeyrink. Fotbollslaget som har sin hemmaplan i Kyrksten är Alkvetterns IK som 2023 spelar i Division 6 Östra.